# 午後のパレード
「午後のパレード」（ごごのパレード）は、スガシカオの21枚目のシングル。2006年9月6日発売。

## 概要
- 7枚目のアルバム『PARADE』と同時リリースされた。
- ミュージックビデオは、神奈川県厚木市の結婚式場で撮影された。

## 演奏
午後のパレード
- スガシカオ：Vocal, Acoustic Guitar, Electric Guitar
- 有賀啓雄：Bass
- 屋敷豪太：Drums
- 大島俊一：Keyboards

<London Session>
- The London Session Orchestra：Strings
- Simon Hale：Strings Arrangement

19才

真夏の夜のユメ
- スガシカオ：Vocal, Acoustic Guitar
- 服部隆之：Conductor, Arrangement
- 札幌交響楽団：Orchestra

## 収録曲
（全作詞・作曲：スガシカオ）
1. 午後のパレード
  - 積水ハウス「シャーメゾン」CMソング
  - 日本テレビ系『音楽戦士 MUSIC FIGHTER』オープニングテーマ
  - エクセレントフィルム配給映画『髪がかり』主題歌
  - 海外で見た不思議なパレードが歌詞のモチーフ[1]。
  - ディスコをやりたいというスガの思いからドラマーの屋敷豪太が迎えられた。ストリングスは屋敷と親しいジャミロクワイの制作陣に彼が直接電話で依頼し、ロンドンでレコーディングした音源をiChatを通じて東京のスタジオでオーバー・ダビングしたものである。
2. 19才<Live Version>
  - 「福耳・札幌交響楽団コラボレーション in Kitara」のライブ音源。
3. 真夏の夜のユメ<Live Version>
  - 「福耳・札幌交響楽団コラボレーション in Kitara」のライブ音源。

## 収録アルバム
- PARADE (#1)
- ALL SINGLES BEST (#1)
- BEST HIT!! SUGA SHIKAO -2003〜2011- (#1)